# 49th Wing

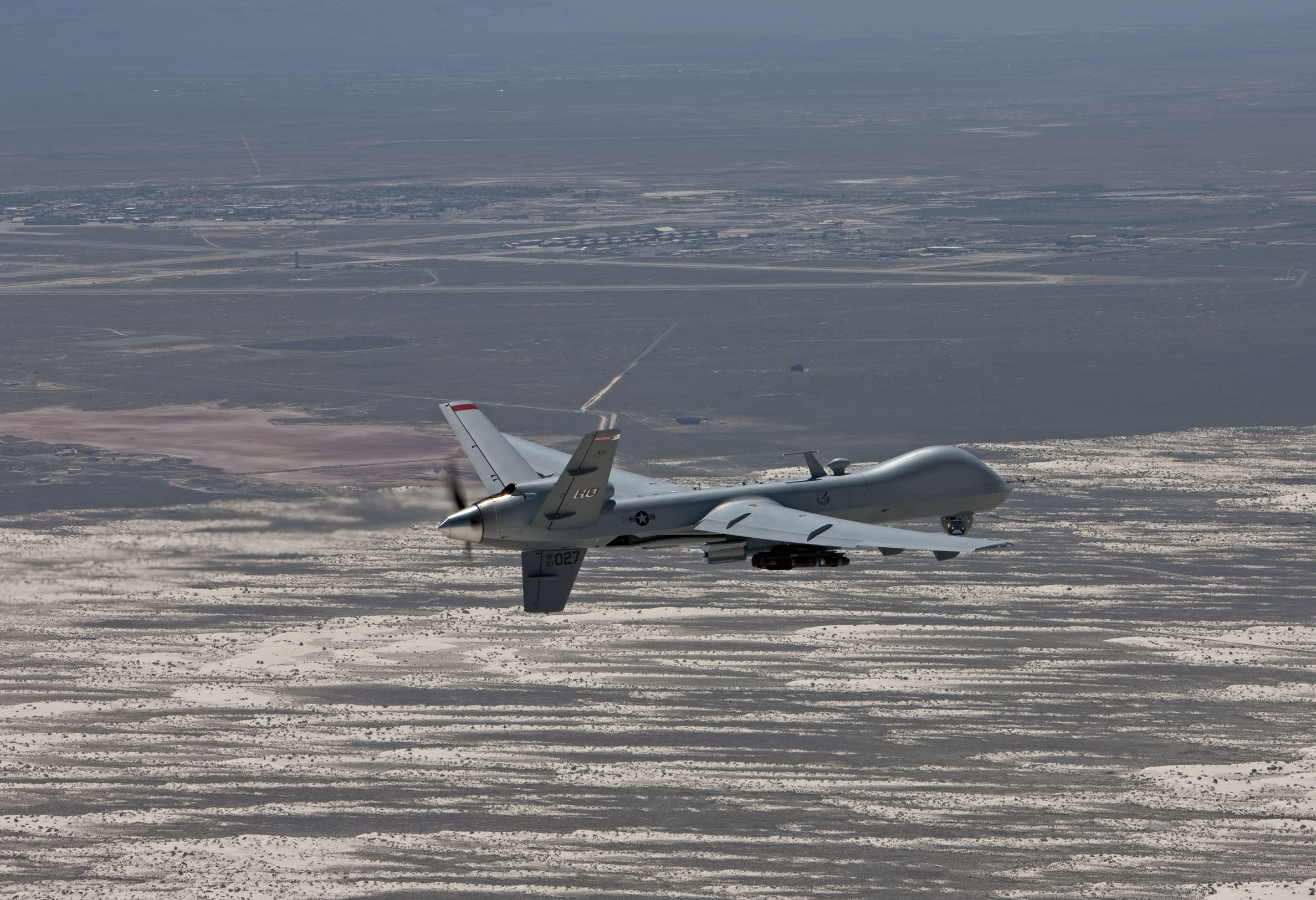
MQ-9 del 9th AS

Il 49th  Wing è uno stormo d'addestramento, equipaggiato interamente con RPA, dell'Air Education and Training Command. Il suo quartier generale è situato presso la Holloman Air Force Base, nel Nuovo Messico.

## Organizzazione
Attualmente, al maggio 2017, lo stormo controlla:
- 49th Operations  Group
  - 49th Operations Support Squadron
  -  6th Attack Squadron, Formal Training Unit - Equipaggiato con MQ-9 Reaper
  -  9th Attack Squadron, Formal Training Unit - Equipaggiato con MQ-9 Reaper
  -  29th Attack Squadron, Formal Training Unit - Equipaggiato con MQ-9 Reaper
  - 16th Training Squadron
- 49th Maintenance Group
  - 49th Aircraft Maintenance Squadron
  - 49th Maintenance  Squadron
- 49th Mission Support Group
  - 49th Civil Engineering Squadron
  - 49th Communications Squadron
  - 49th Force Support Squadron
  - 49th Logistics Readiness Squadron
  - 49th Security Forces Squadron
- 49th Medical Group
  - 49th Aerospace Medicine Squadron
  - 49th Dental Squadron
  - 49th Medical Operations Squadron
  - 49th Medical Support Squadron
- 49th Comptroller Squadron